# Bethlehem (New Hampshire, város)
Bethlehem város az USA New Hampshire államában, Grafton megyében. Lakosainak száma 2484 fő (2020. április 1.).

## Népesség
A település népességének változása:

| 2010 | 2 526 |
| 2020 | 2 484 |